# 5 dollari al giorno
5 dollari al giorno ($5 a Day o anche Five Dollars a Day) è un film del 2008 diretto da Nigel Cole e interpretato da Alessandro Nivola, Christopher Walken, Sharon Stone, Amanda Peet e Peter Coyote.

## Trama
Ritchie, appena lasciato dalla fidanzata, corre dal padre Nat Parker con il quale non aveva rapporti da anni per la sua malattia terminale. Il padre propone al figlio di intraprendere un viaggio on the road per il quale serviranno solo 5 dollari al giorno. Il viaggio sarà un'occasione per Ritchie di conoscere meglio il suo passato, verità importanti sulla sua vita e suo padre con il quale riuscirà a riallacciare i rapporti.

## Distribuzione
La pellicola è stata distribuita nei cinema americani il 15 maggio 2008, mentre in Italia è uscito direttamente in DVD dal 28 agosto 2012.